# Nain Rouge
De Nain Rouge (rode kabouter of rode dwerg) is een mythisch wezen uit Normandië in Frankrijk, het is een soort lutin.

## Detroit
In de Verenigde Staten wordt het wezen the harbinger of doom (de aankondiger van het noodlot/de ondergang) genoemd, het wezen spookt in Detroit (Michigan).
Een broodjeaapverhaal beschrijft hoe de verschijning van een Nain Rouge vreselijke gebeurtenissen voor de stad voorspelde. De Nain Rouge verschijnt als een klein kindachtig wezen met rode of zwarte bontlaarzen. Het wezen zou brandende rode ogen en rottende tanden hebben. 
Het wezen zou door de eerste blanke kolonist aangevallen zijn in 1701, Antoine de la Mothe Cadillac verloor kort daarop zijn fortuin. Het wezen is ook verschenen op 30 juli 1763, vlak voor de Battle of Bloody Run. In deze strijd werden 58 Britse soldaten door de indianen van de stam van Obwandiyag/chief Pontiac (de Odaawaag) gedood. De kleine zijrivier van de Detroit rivier zou dagenlang rood gekleurd zijn door het bloed. De Nain Rouge zou gedanst hebben op de oever.
Er zijn veel verhalen over de verschijning van de Nain Rouge in de dagen voor de grote brand in 1805, die het grootste deel van Detroit vernietigde. Generaal William Hull rapporteerde een aanval van een dwerg in de mist, vlak voor hij zich overgaf in de Oorlog van 1812. Een vrouw beweerde aangevallen te zijn in 1884, ze beschreef het wezen als een baviaan met horens op zijn hoofd, schitterende rusteloze rode ogen en een sluwe blik op zijn gezicht. 
Recenter is een aanval uit 1964. Een andere ooggetuigenverslag komt uit 1967, deze keer in verband met de Detroit riot. Ook in 1976 werd het wezen gesignaleerd tijdens een enorme sneeuwstorm in maart. Twee werknemers zagen het wezen in een elektriciteitsmast klimmen. Ze dachten dat het een kind was, totdat het van de paal sprong en verdween. 
In de herfst van 1996 werd het wezen nog gesignaleerd door twee dronken mannen. Het verhaal werd gepubliceerd in de Michigan Believer. De mannen hoorden een krassend geluid, vergelijkbaar met een kraai. Het geluid kwam van een klein voorovergebogen wezen dat wegrende van de plaats van een auto-inbraak. Het wezen zou een smerige gescheurde bontjas gedragen hebben. 
Detroit Beer Co., een brouwerij uit Detroit, maakt Detroit Dwarf als eerbetoon aan de Nain Rouge.